# تراست اس‌اس‌سی

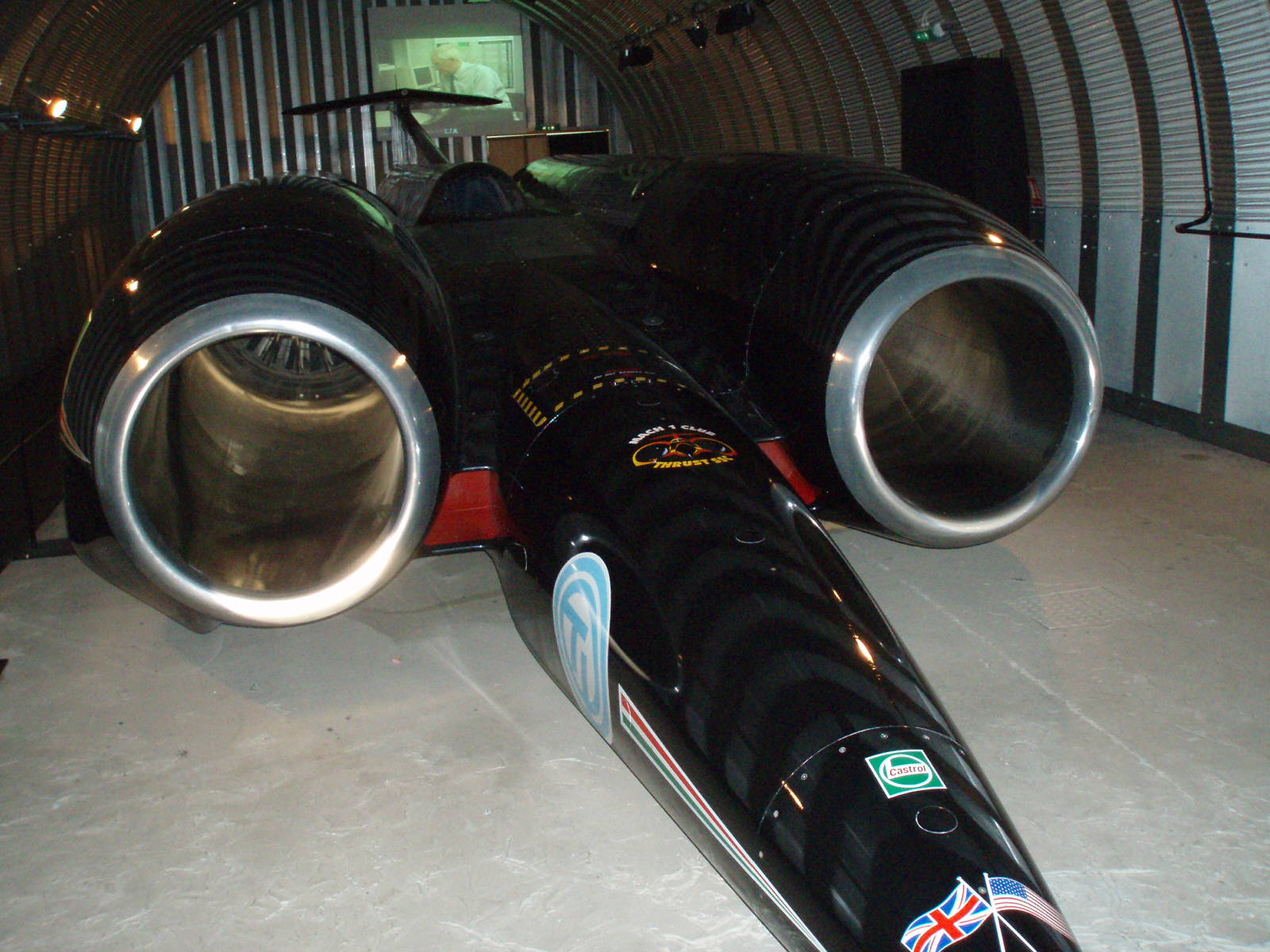

تراست اس‌اس‌سی (خودروی مافوق صوت)، خودرویی است که در بریتانیا طراحی شده و با بهره‌گیری از موتور جت حرکت می‌کند.
، رکورد بیشترین سرعت روی زمین را از ۱۵ اکتبر ۱۹۹۷ میلادی (۲۳ مهر ۱۳۷۶ هجری خورشیدی) در دست دارد. در آن تاریخ، تراست اس‌اس‌سی توانست روی سطح زمین، با سرعت ۱۲۲۷ کیلومتر بر ساعت (۷۶۳ مایل بر ساعت) حرکت کند و نخستین خودرویی شود که به‌طور رسمی دیوار صوتی را شکسته است.
راندن و کنترل تراست اس‌سی‌سی را خلبانی از نیروی هوایی پادشاهی بریتانیا بنام اندی گرین، بر عهده داشت.این آزمایش در بیابانی در ایالت نوادای ایالات متحده، انجام گرفت.این خودرو دارای دو موتور پس‌سوز دار توربوفن که در اف-۴ فانتوم ۲‌ های بریتانیایی مورد استفاده قرار می‌گیرد، است.این خودرو ۱۶٫۵ متر درازا،۳٫۵ متر پهنا و ۱۰٫۵ تن جرم دارد.
در سال ۱۹۸۳ میلادی، ریچارد نوبل توانست با خودروی تراست۲، رکورد جهانی بالاترین سرعت روی سطح زمین را به ۱۰۱۸ کیلومتر بر ساعت برساند و رکورد را در دست بگیرد.هم‌اکنون تراست اس‌اس‌سی و تراست۲، هردو در موزه حمل و نقل کاونتری واقع در شهر کاونتری انگلستان به نمایش گذاشته شده است.